# Elísio Medrado
Elísio Medrado este un oraș în unitatea federativă Bahia (BA) din Brazilia.